# Desperate Straights
| Recensione     | Giudizio     |
| -------------- | ------------ |
| AllMusic       | [ 2 ]        |
| Sputnikmusic   | 4.4 (Superb) |
| Piero Scaruffi | [ 4 ]        |

Desperate Straights, pubblicato dalla Virgin nel febbraio 1975, è il primo di due album pubblicati in collaborazione dai gruppi musicali Slapp Happy e Henry Cow.
L'album fu registrato al Manor Studio di proprietà di Richard Branson, nel novembre del 1974. È quasi interamente costituito da brani composti da Anthony Moore e Peter Blegvad degli Slapp Happy, eseguiti assieme agli Henry Cow e con la partecipazione di vari ospiti. Il gemellaggio artistico fra i due gruppi proseguì pochi mesi dopo con l'album In Praise of Learning in cui prevale invece il materiale scritto da membri degli Henry Cow.

## Tracce
Lato A
1. Some Questions about Hats – 1:53 (Anthony Moore, Peter Blegvad)
2. The Owl – 2:17 (Moore)
3. A Worm Is at Work – 1:52 (Moore, Blegvad)
4. Bad Alchemy – 3:06 (John Greaves, Blegvad)
5. Europa – 2:48 (Moore, Blegvad)
6. Desperate Straights – 4:14 (Moore)
7. Riding Tigers – 2:02 (Blegvad)

Lato B
1. Apes in Capes – 2:16 (Moore)
2. Strayed – 1:54 (Blegvad)
3. Giants – 1:57 (Moore, Blegvad)
4. Excerpt from The Messiah – 1:49 (Blegvad)
5. In the Sickbay – 2:09 (Dagmar Krause, Blegvad)
6. Caucasian Lullaby – 8:25 (Moore, Chris Cutler)

## Formazione
- Dagmar – voce, pianoforte Wurlitzer (traccia: B5)
- Peter Blegvad – chitarra, voce
- Anthony Moore – pianoforte
- John Greaves – basso, pianoforte (traccia: A4)
- Chris Cutler – batteria
- Tim Hodgkinson – clarinetto, pianoforte (traccia: B6)
- Fred Frith – chitarra, violino

Ospiti
- Muchsin Campbell – corno francese
- Lindsay Cooper – oboe, fagotto
- Nick Evans – trombone
- Mongezi Feza – tromba
- Geoff Leigh – flauto
- Pierre Moerlen – percussioni (traccia: A5)

Note aggiuntive
- Slapp Happy e Henry Cow con Simon Heyworth – produttori e arrangiamenti
- Registrazioni effettuate a The Manor (Shipton-on-Cherwell, Oxfordshire) e al Nova Sound Studios (Londra) nel novembre 1974
- Peter Blegvad – litografia di copertina
- Tim Schwartz – grafica di copertina

## Pubblicazioni
- Nel 1975 viene pubblicato per la prima volta in formato LP dalla Virgin (codice V2024).
- Nel 1982 fu ristampato dalla Recommended Records, l'etichetta fondata da Chris Cutler.
- Nel 1993 la Virgin Records ha pubblicato un CD contenente Casablanca Moon e Desperate Straights (codice CDOVD 441)
- Nel 2004 la ReR Megacorp, etichetta affiliata alla Recommended Records, ha pubblicato una versione rimasterizzata di Desperate Straights in CD a cura di Bob Drake.